# Omelnyk (obwód połtawski)
Omelnyk (ukr. Омельник) – wieś na Ukrainie, w obwodzie połtawskim, w rejonie krzemieńczuckim, siedziba hromady. W 2001 liczyła 1811 mieszkańców, wśród których 1643 wskazało jako ojczysty język ukraiński, 138 rosyjski, 3 mołdawski, 24 białoruski, a 3 inny.